# داينا تايمينا
داينا تايمينا (ولدت في 19 أغسطس، 1954) هي عالمة رياضيات لاتيفية، أستاذ مساعد في الرياضيات في جامعة كورنيل، عرفت لاكتشافها طريقة رائدة في محاكاة السطح المستوي القطعي من خلال حبك الأجسام لتوضيح الفضاء الزائدي للاستخدام المبتكر في تدريس الهندس.

## التعليم والحياة العملية
تلقلت تايمينا تعليمها في ريغا، لاتفيا، حيث تخرجت في عام 1977 بأعلى تقدير من جامعة لاتيفا وأنهت دراستها العليافي علم الحاسوب النظري (مع مشرف الرسالة الأستاذ روسش فريفالدز) عام 1990. كأحد قوانين النظام السوفيتي في ذلك الوقت، لم يسمح بالدفاع عن أطروحة الدكتوراة في لاتيف، لذا دافعت عن الأطروحة مينسك، حيث أخذت لقب مرشحة العلم. وهذا يفسر حقيقة أن شهادة تايمينا في الدكتوارة أصدرت رسميا من معهدالرياضيات من الأكاديمية الوطنية للعلوم في بيلاروسي.
بعد أن حصلت لاتفيا على استقلالها عام 1991، حصلت تايمينا على شهادة الدكتوراة العليافي الرياضيات من جامعة لاتفيا، وعملت في التدريس فيها 20 عاما.
أنضمت داينا تايميناإلى قسم كورنيل للرياضيات في ديسمبر 1996.

## الحياكة والسطح المستوي القطعي
خلال حضورها ورشة عمل في جامعة كورنيل عن تدريس الهندسة لأساتذة الجامعات عام 1997، رأت تايمينا نموذجا ورقيا للسطح المستوي القطعي الذي صنعه الأستاذ المسؤول عن ورشة العمل، ديفد هندرسون (صممه المهندس ويليام ثرستون)، وقد صنع النموذج من قصاصات ورق دائرية رقيقة وألصقت ببعضها. قررت تايميناصنع نماذج أكثر متانة، من خلال الحياكة. بدأت في الليلة الأولى من ورشة العمل التجربة في الخوارزميات لإيجاد نمط للحياكة، بعد تصور السطح المستوي القطعي كنمو متسارع.
في الخريف اللاحق، كان على تايمينا تدريس مادة الهندسة في جامعة كورنيل، وقد صممت على إيجاد أفضل طريقة ممكنة في تدريس طلابها، لذا خلال قضائها الصيف مع عائلتها في المزرعة في بنسلفانيا، بينما كانت تشهد طفلتيها بجانب حوض السباحة، كانت تصنع مجموعة من النماذج للسطح المستوي القطعي لطلابها. وكان هذا أول نموذج يصنع من حياكة الصوف.
صنعت النماذج فارقا كبيرا لدى طلابها، حيث قالوا أنهم "أحبوا الطريقة الملموسة في استكشاف هندسة القطوع الزائدة"، وأنها ساعدتهم في اكتساب الخبرة والمعرفة في الهندسة. وقد كان هذا ما افتقدته تايمينا عند بداية دراستها لهندسة القطوع الزائدة وهذا ما جعل نماذجها ذات أثر كبير، فقد أصبحت هذه الطريقة لاحقا هي المفضلة في شرح الفضائ الزائدي في الهندسة.